# Istiblennius edentulus
Istiblennius edentulus là một loài cá biển thuộc chi Istiblennius trong họ Cá mào gà. Loài cá này được mô tả lần đầu tiên vào năm 1801.

## Từ nguyên
Tính từ định danh edentulus trong tiếng Latinh nghĩa là "không có răng", hàm ý đề cập đến việc thiếu răng nanh ở hàm dưới của loài này.

## Phân bố và môi trường sống
I. edentulus có phân bố rộng khắp Ấn Độ Dương - Thái Bình Dương, gồm cả Biển Đỏ và vịnh Ba Tư, từ Đông Phi trải dài về phía đông đến các đảo thuộc quần đảo Line, Polynésie thuộc Pháp và Pitcairn, phía nam phạm vi đến Úc, phía bắc đến miền nam Nhật Bản. Ở Việt Nam, loài này được ghi nhận tại bờ biển Bắc Hải Vân (Huế), đảo Lý Sơn (Quảng Ngãi) và vịnh Vân Phong (Khánh Hòa).
I. edentulus sống ở vùng gian triều, thường tập trung ở vùng biển có các mảnh đá vụn lớn, độ sâu đến 5 m.

## Mô tả
Chiều dài cơ thể lớn nhất được ghi nhận ở I. edentulus là 16 cm. Đầu và thân màu sẫm, có khoảng 8 vạch nâu đen ở hai bên thân, mỗi vạch thường có vạch trắng nhỏ ở trung tâm. Cá cái thường có thêm đốm nhỏ sẫm màu trên cuống đuôi.
Số gai vây lưng: 12–14; Số tia vây lưng: 18–23; Số gai vây hậu môn: 2; Số tia vây hậu môn: 20–24; Số tia vây ngực: 13–14; Số gai vây bựng: 1; Số tia vây bụng: 3.

## Sinh thái
Trứng của I. edentulus có chất kết dính, được gắn vào chất nền thông qua một tấm đế dính dạng sợi. Cá bột là dạng phiêu sinh vật, thường được tìm thấy ở vùng nước nông gần bờ.
I. edentulus ẩn náu trong các khe hốc khi không kiếm ăn. Chúng nhảy ra khỏi mặt nước để đến một vũng thủy triều khác khi bị rượt đuổi. Chúng hít thở không khí khi ra khỏi mặt nước.

## Sử dụng
I. edentulus là một thành phần trong ngành kinh doanh cá cảnh.